# Municipio de Melton (Estados Unidos)
El municipio de Melton (en inglés: Melton Township) es un municipio ubicado en el condado de Jefferson en el estado estadounidense de Arkansas. En el año 2010 tenía una población de 587 habitantes y una densidad poblacional de 9,06 personas por km².

## Geografía
El municipio de Melton se encuentra ubicado en las coordenadas 34°7′16″N 91°54′33″O / 34.12111, -91.90917. Según la Oficina del Censo de los Estados Unidos, el municipio tiene una superficie total de 64.79 km², de la cual 64,52 km² corresponden a tierra firme y (0,41 %) 0,26 km² es agua.

## Demografía
Según el censo de 2010, había 587 personas residiendo en el municipio de Melton. La densidad de población era de 9,06 hab./km². De los 587 habitantes, el municipio de Melton estaba compuesto por el 58,43 % blancos, el 38,5 % eran afroamericanos, el 0,51 % eran amerindios y el 2,56 % eran de una mezcla de razas. Del total de la población el 1,19 % eran hispanos o latinos de cualquier raza.